# 輔警
辅警全稱輔助警察（英文普遍稱為Auxiliary Police，英國稱為Special Constabulary，美國稱為Special Police），是協助正規警察，提供額外警察力量的人員。輔助警察於不同的國家差異非常，在一些地方，輔助警察可能是以兼職形成出任，有可能獲得工資，亦有可能是以義工叫做義警形式出任。而在另一些国家如新加坡和马来西亚，辅警是指受聘于其他机构的保安警察，前述所谓义务性质的后备警察则称为志愿警察。
部分區域的輔警除了受中央治安單位編制的義警，與替代役的「警察役」人員以外，還有小腳偵緝隊、守望相助隊、保甲制度等地方編制人員行使輔警職責。

## 裝備
輔助警察的裝備在不同國家及地區而有所差異，惟通常均有配備手銬用於制服犯人，武器則以槍械為主，部份不能夠佩帶或者使用槍械，則可能以胡椒噴霧或者警棍等代替，以至徒手。
辅助警察在入職前大多需要接受訓練，學習警察實務、程序、步操、武器及戰術等訓練。

## 各地輔助警察
以下為不完整列表：
- 中华人民共和国：公安机关警务辅助人员
- 香港特別行政區：香港輔助警察隊
- 中華民國：義勇警察
- 新加坡：新加坡輔警